# 國家學院博物館和學校
國家學院博物館和學校，原名國家設計學院（National Academy of Design），它是一个由美國藝術家组成的榮譽协会，包含了博物館和學校。

## 历史
國家學院博物館成立於1825年，由Samuel F. B. Morse、Asher B. Durand、Thomas Cole和其他致力於推廣美术的美國藝術家組成，宗旨是希望提供更多藝術家展覽和教育的場所。此學院收藏了19世纪至今的美國藝術的重要作品，已超過五千多件。
國家學院博物館在紐約曾多次迁址，自1942年以来一直位于第89街與第五大道交叉口的现址。
國家學院博物館提供工作室教学、专业課程、深度艺术批评和午餐講座，亦提供獎學金。
有「中國油畫之父」之稱的李鐵夫便於留美期間為此學院成員。

## 外部連結
- 官方網站（页面存档备份，存于）